# 矢野勝治郎
矢野 勝治郎（やの かつじろう、安政4年12月10日（1858年1月24日） - 昭和6年（1931年）3月12日）は、日本の剣道家。流派は直心影流剣術、神道無彊流剣術。称号は大日本武徳会剣道範士。武道専門学校教授。

## 経歴
京都に生まれる。明治2年（1869年）、直心影流剣術の戸田一心斎の道場に入門し、師範の戸田及び師範代の高山峰三郎に師事。
明治10年（1877年）、靖献館道場を設立。
明治12年（1879年）、下京警察署の剣道教授となる。
明治14年（1881年）、林精一郎より神道無彊流剣技切紙から印可までまとめて伝授される
明治18年（1885年）、直心影流免許を受ける。
明治42年（1909年）、大日本武徳会から剣道教士号を授与される。
明治44年（1911年）、大日本帝国剣道形制定の委員を務める。
大正9年（1920年）、大日本武徳会から剣道範士号を授与される。
昭和4年（1929年）、御大礼記念天覧武道大会の審判員を務め、中山博道、川崎善三郎と共に府県選士の部の決勝戦を担当した。